# Svratouch
Svratouch (německy Swratauch) je obec v okrese Chrudim v Pardubickém kraji. Žije zde 926 obyvatel. Největším podnikem v obci je výrobní družstvo Dílo Svratouch, zabývající se výrobou z plechu.

## Historie
První písemná zmínka o vesnici pochází z roku 1392, a to v listině, kterou prodával rychmburské panství Smil z Rychmburka Otovi Berkovi. V roce 1485 je Svratouch uváděn jako ves, patřící pod rychtu ve Svratce. Na konci 16. století byla ve Svratouchu sklárna. Roku 1651 je v ní doložen sklářský mistr Lorenc Preisler. Koncem 17. století měl Svratouch samostatnou rychtu. V té době byla obec pány na Rychmburku považována za „kacířské hnízdo“, neboť zde žilo velké množství tajných nekatolíků. Po vydání tolerančního patentu v roce 1781 se ve Svratouchu přihlásilo k evangelické víře 48 rodin, hned v prosinci 1781 zde byla založena evangelická matrika a v roce 1783 postavena i modlitebna a založena evangelická škola. Katolická škola vznikla v roce 1835, obě školy byly sloučeny v roce 1877.
Obyvatelé obce se vedle rolnictví živili především hrnčířstvím, tkalcovstvím a od konce 19. století také klempířstvím, které se v brzké době stalo nejrozšířenějším zaměstnáním obyvatel. Svratouch byl v té době největší obcí okresu Hlinsko po samotném okresním městě, žilo zde více než 1700 lidí.
Dne 9. května 1945 byl Svratouch, spolu se sousední Svratkou bombardován sovětským letectvem, terčem útoku byla prchající německá vojska. Bylo poškozeno několik domů a dvě osoby těžce raněny. Do 30. září 1950 patřila k obci i Česká Cikánka. K 1. říjnu 1950 byla Česká Cikánka usnesením pléna okresního národního výboru v Hlinsku, ze dne 14. září 1950, z obce Svratouch vyčleněna a připojena ke Svratce.

## Přírodní poměry
Přírodní památka U Tučkovy hájenkyRašelinná louka, kde roste vstavač, prstnatec májový (orchidej), vachta trojlistá, zábělník bahenní, tolije bahenní, hadí mord nízký, všivec lesní, kozlík dvoudomý, starček potoční, dřívější výskyt rosnatky okrouhlolisté a suchopýru alpského nebyl již ověřen.
LípaJedná se lípu srdčitou, starou asi 150 let. Nachází se u domu rodiny Mayerových.
Pod Borovinouzbytky rašelinných luk mezi Karlštejnem a Borovinou (suchopýr úzkolistý, prstnatec májový, všivec lesní, čertkus luční).
U Štorkazbytek rašelinné louky jižně od silnice Svratouch – Čachnov (zábělník bahenní, suchopýr úzkolistý, suchopýr pochvatý, starček potoční, prstnatec májový, všivec lesní, klikva žoravina).
Louka na Karlštejněprstnatec májový, všivec lesní, kozlík dvoudomý.
Koskova loukarašelinná louka nad rybníkem (zábělník bahenní, suchopýr pochvatý, plavuň vidlačka, kozlík dvoudomý, vrbovka bahenní).
Pod Hejtmankourašelinná louka směrem k Chlumětínu (rosnatka okrouhlolistá, suchopýrek alpský, prstnatec májový, zábělník bahenní, klikva bahenní).
Chlumětínské prameništěpramen Chlumětínského potoka (kruštík bahenní, prstnatec májový, zábělník bahenní, hadí mord nízký).
KopřivkyPrameništní a potoční olšina se smrkovým lesem JJV od Čachnova (bledule jarní).

### Vodstvo
Na okraji našeho katastrálního území pramení řeka Chrudimka, Krounka, Čachnovský potok a Chlumětínský potok. V horní části obce pramení potok Řivnáč (někdy nazýván Řimnáč, Svratouch, Mlýnský nebo Svratecký), který se v jižní části obce se stéká s potokem zvaným Brodek. V nejvýchodnější části odvádí vody potok Hlučál.
Rybník Chochol se začal budovat v roce 1969. Zakázku dostal národní podnik Průmstav Pardubice. Pláž, záchodky a další úpravy byly provedeny v akci Z. Rybník byl dostavěn v roce 1973. Od pradávna se tu říkalo Na chocholu, podle polí a luk s výčnělkem chocholatého tvaru. V některých pramenech se Chochol jmenuje potok, který přitéká do rybníka.

## Obyvatelstvo
| Rok            | 1869  | 1880  | 1890  | 1900  | 1910  | 1921  | 1930  | 1950  | 1961  | 1970  | 1980  | 1991 | 2001 | 2011 | 2021 |
| -------------- | ----- | ----- | ----- | ----- | ----- | ----- | ----- | ----- | ----- | ----- | ----- | ---- | ---- | ---- | ---- |
| Počet obyvatel | 1 609 | 1 606 | 1 561 | 1 521 | 1 558 | 1 489 | 1 375 | 1 049 | 1 137 | 1 069 | 1 014 | 926  | 899  | 873  | 883  |
| Počet domů     | 238   | 241   | 235   | 231   | 233   | 243   | 267   | 285   | 264   | 272   | 258   | 308  | 317  | 338  | 351  |

## Obecní správa

### Části obce
- Svratouch
- Karlštejn

### Obecní symboly
Znak a vlajka byly obci uděleny rozhodnutím předsedkyně Poslanecké sněmovny Parlamentu České republiky dne 26. května 2011.
Svou první pečeť obdržel Svratouch koncem 17. století, když zde byla zřízena samostatná rychta. Na staré obecní pečeti je zobrazen kůň, vyskakující ze stylizované skály, pod ním tři hvězdy (znázorňují tři obecní části – Svratouch, Karlštejn, Česká Cikánka) a pluh. To je opsáno majuskulou PET.WES.SVRATACH.
V současném znaku je zachována figura koně, která je doplněna radlicí a dvěma hvězdami. Počet hvězd upozorňuje na skutečnost, že katastrální území Svratouchu tvoří dvě části – Svratouch a Karlštejn. Hvězdy patří také mezi atributy sv. Jana Nepomuckého, jemuž je zasvěcena místní kaple. Jan Nepomucký má ale hvězd pět jako pět ran Kristových.
Radlice představuje zemědělský ráz obce. Modrá polovina štítu symbolizuje vodu, místní vodoteč, která se line po celé délce obce. Červená ve spojení se stříbrnými hvězdami představuje erbovní barvy rodu Kinských. Z erbu vychází také podoba obecní vlajky.

## Pamětihodnosti
- Evangelický kostel : Kostel byl zbudován v roce 1783 jako první evangelická modlitebna v celém okolí, dle starších úvah se jednalo o první postavený evangelický kostel po vydání Tolerančního patentu Josefa II. V roce 1911 byl přestavěn a přidána byla i věž s cibulovou bání.
- Katolická kaple : Kaple ve střední částí obce byla vybudována v roce 1933.
- Kamenný kříž s pozlacenou sochou Krista (vedle kaple) : Byl zde umístěn v letech, kdy se stavěla kaplička. Kříž pořídil starosta obce Josef Nekvinda na své náklady.
- Budova školy z roku 1898 : O stavbě nové školní budovy se začalo jednat v roce 1895, 14. prosince 1896 se obecní zastupitelstvo a místní školní rada usnesly na vyhotovení plánů. Návrhem byli pověřeni stavitelé František Fiala a František Manych z Hlinska a Jan Šír z Nového Města na Moravě. Zhotovení plánů stálo 30 zl. Stavba měla stát 15 300 zl. Dne 30. srpna 1897 započala firma Františka Fialy se stavbou, 23. října 1898 byla stavba slavnostně vysvěcena.
- Památník obětem první světové války : Byl odhalen 28. října 1923, zhotovila ho firma Přibyl z Hlinska. Do sedmdesátých let 20. století byl pomník umístěn mezi domy čp. 167 a 260. Nápis na pomníku: „Památce těch, kteří se nedožili osvobození 1914–1918“.
- Boží muka zasvěcená svatému Jiljí : Postavená podle návrhu Petra Sádovského a vysvěcená v roce 2002.
- Dřevěný kříž : Nachází se vlevo vedle silnice ze Svratouchu na Karlštejn. Podle pamětníků zde Josef Jadrný postavil kříž na památku svých předčasně zemřelých dětí a svého syna, který se nevrátil z nucených prací z Německa, kříž musel být však odstraněn, znovu byl vztyčen 25. července 1994.
- Kovový kříž : Nachází se při cestě od zámečku směrem k Čachnovu, asi 100 m před Zelenou křižovatkou. Zde zemřel přirozenou smrtí Jindřich Kincl, polesný z Čachnova, narozen v Pusté Rybné (1918–1966).

### Kulturní památky
- Venkovský dům čp. 158 : Ukázka uzavřené roubené usedlosti s obytným stavením s typickou lomenicí a stavbami pro drobnou zemědělskou činnost, které od 18. století postupně zaplňovaly intravilány vsí. Objekt je památkově chráněn od roku 1958. Současnými majiteli jsou František Půlpán a Mgr. Jana Půlpánová.
- Modlitebna (presbyterna) : Zděný venkovský dům, postavený po roce 1863, původně evangelická škola s bytem učitele, od r. 1920 zimní evangelická modlitebna. Ukázka stavby církevní školy, které v 19. století vznikaly ve vsích s četným obyvatelstvem evangelického vyznání. Dnes je zde umístěno Muzeum historických motocyklů. Objekt je památkově chráněn od roku 1958.
- Lovecký zámeček Karlštejn : Pozdně barokní lovecký zámeček z let 1770-76 s kaplí a drobnými hospodářskými budovami tvořícími čestný dvůr, postavený za hraběte Filipa Kinského. Uspořádání dvora navazovalo na krajinnou kompozici s alejemi. Objekt je památkově chráněn od roku 1958.

## Osobnosti
- Jindřich Paseka

V obci se narodil malíř Jindřich Hegr a evangelický kazatel Bedřich Blahoslav Bašus.

## Galerie

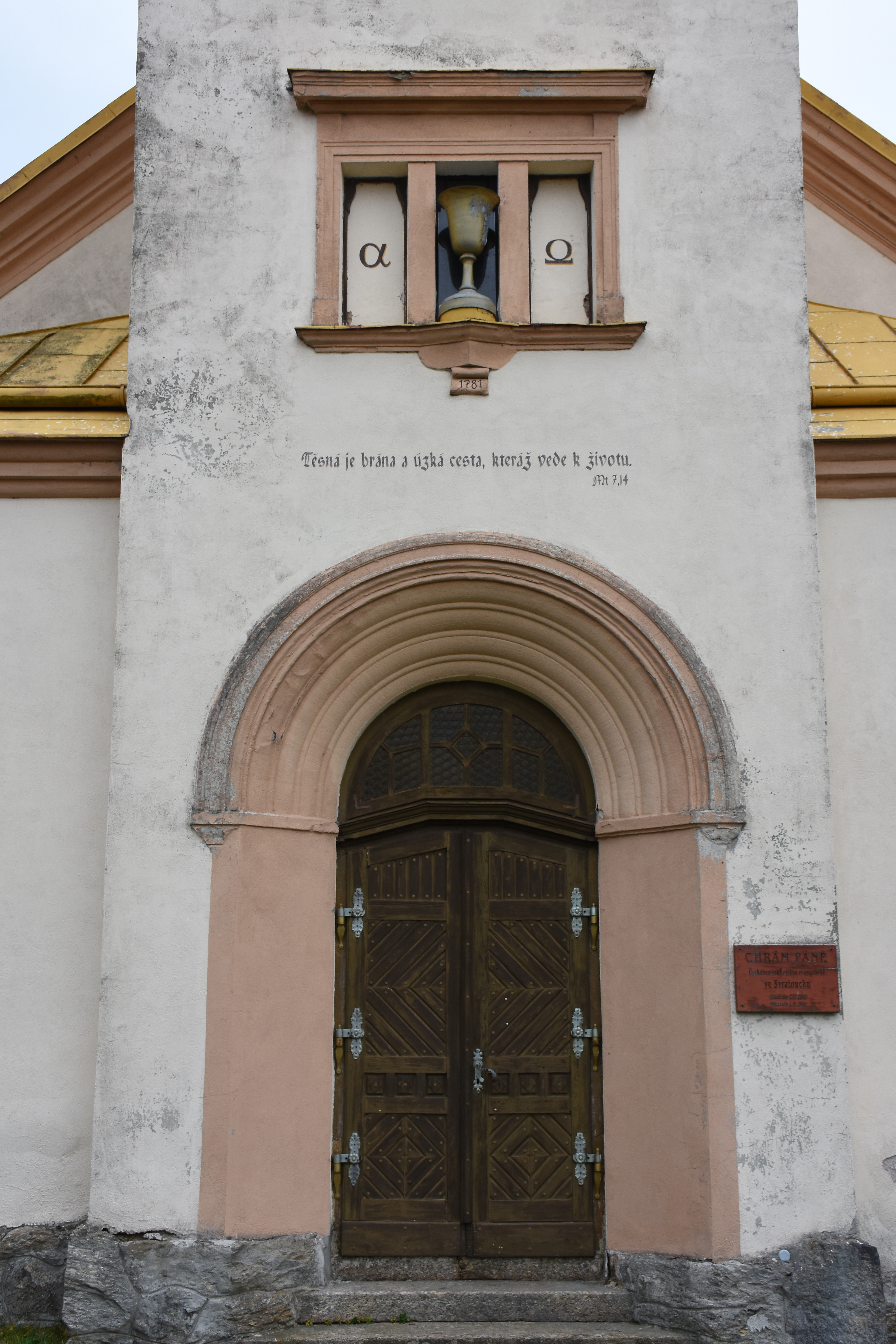
Evangelický Kostel
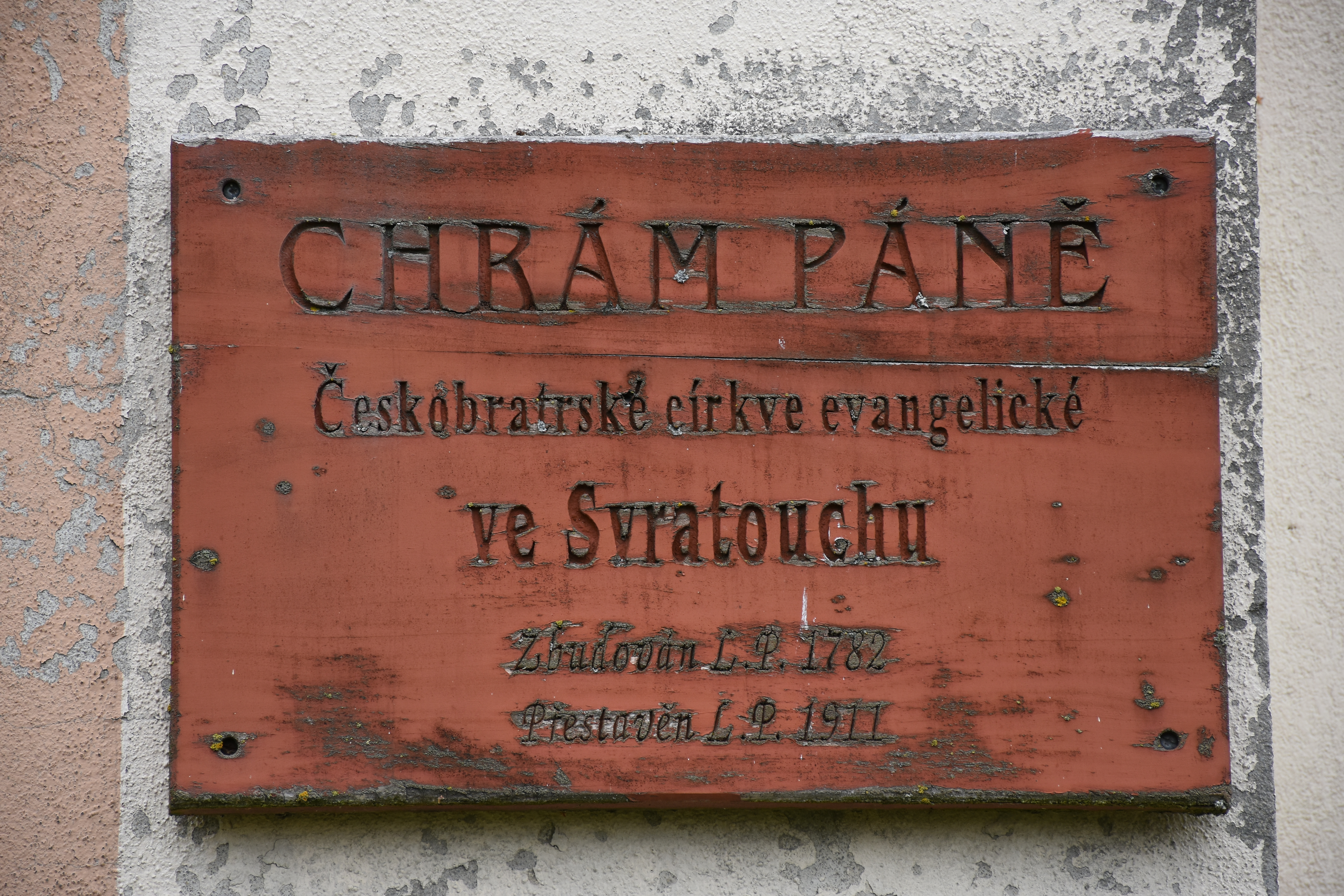
Pamětní deska na evangelickém kostele
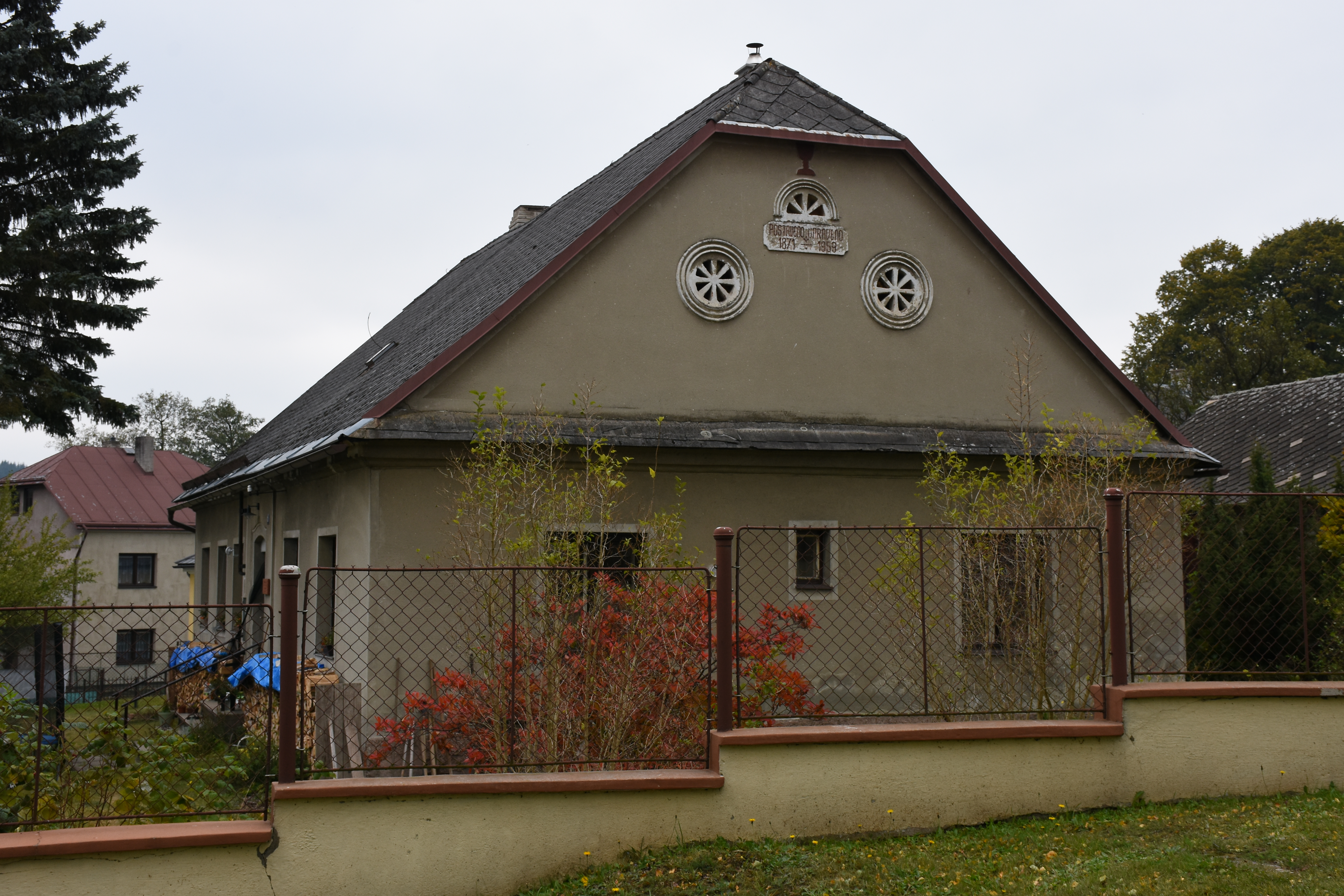
Evangelická fara
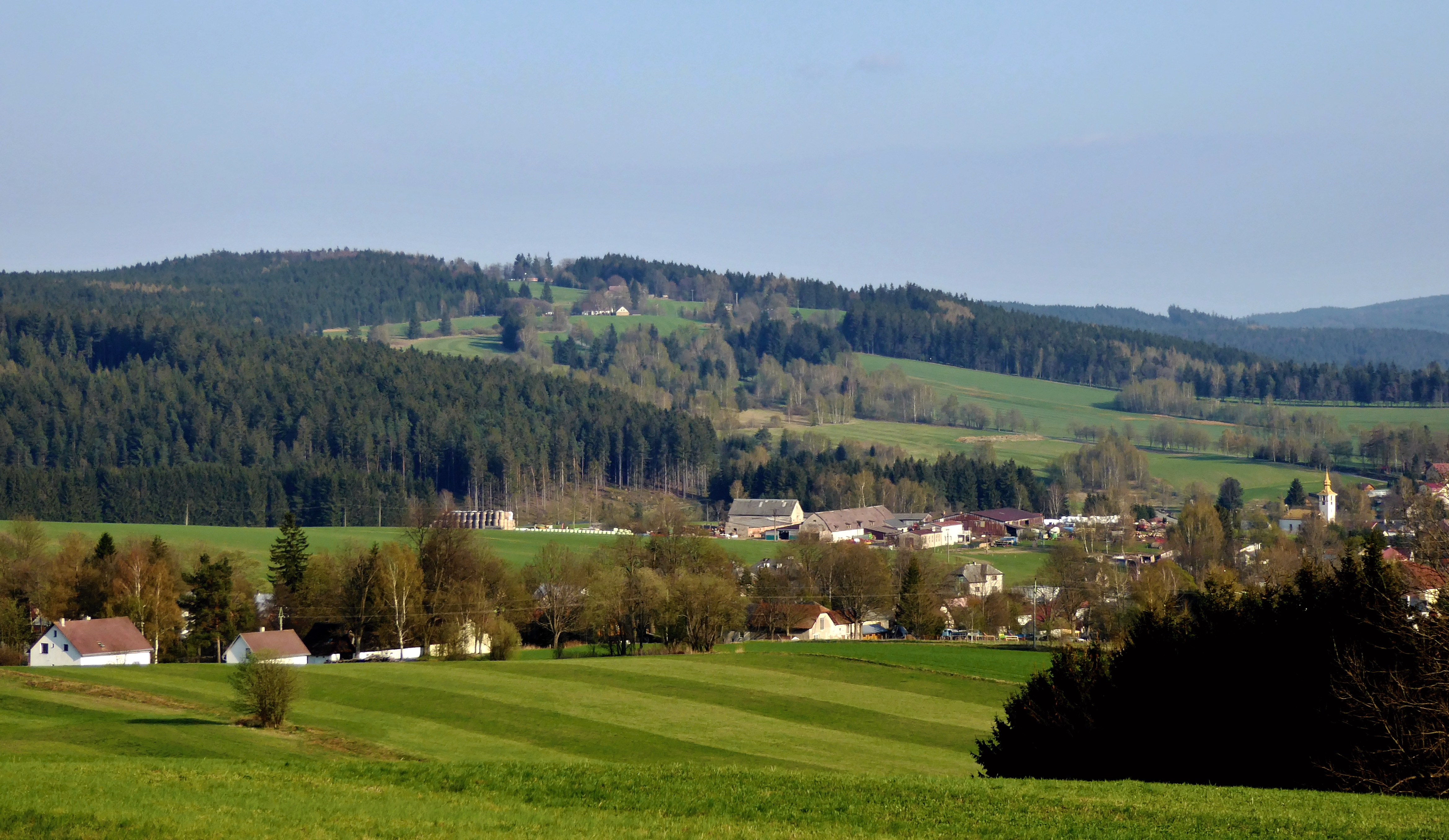
Panorama